# روینن
روینن (به هلندی: Ruinen) یک منطقهٔ مسکونی در هلند است که در ده‌ولدن واقع شده‌است. روینن ۲٬۷۱۰ نفر جمعیت دارد.